# إليجاه لي
إليجاه لي (بالإنجليزية: Elijah Lee)‏ هو لاعب كرة قدم أمريكية أمريكي، ولد في 8 فبراير 1996 في سانت جوزيف في الولايات المتحدة.

## وصلات خارجية
- إليجاه لي على موقع مرجع كرة القدم المحترفة.كوم (الإنجليزية)